# Rouage (impôt)
Au Moyen Âge, le rouage correspond au paiement de la location des places occupées dans les foires ou les marchés par les marchands étrangers, ou à un droit de péage sur les routes. Le terme apparaît ainsi en 1253 sous la forme « roiage », une  « taxe perçue pour le charroi des vins ». Le Centre National de Ressources textuelles et Léxicales mentionne que « le sens « impôt » est très ancien comme le montrent les nombreuses attest. en lat. médiév. (cf. FEW t. 10, p. 495b, note 29) ; Fréq. abs. littér.: 330. Fréq. rel. littér.: XIXe s.: a) 294, b) 373; XXes.: a) 565, b) 612.;  Bbg. Wexler 1955, p. 54; pp. 59-60; p. 127, 129».